# Anogia
Anogia (grec Ανώγεια, normalment transliterat Anogeia) és un municipi muntanyenc de la Unitat perifèrica de Réthimno, a l'illa de Creta, establert per la reforma del pla Kalikratis.
La ciutat, al peu del Psiloritis, va ser destruïda dos cops durant la seva pertinença a l'Imperi Otomà, la primera en juliol de 1822 i la segona el novembre de 1866 durant la revolta cretenca, quan el Monestir d'Arkadi fou cremat i Resit Pasha va intentar capturar Anogia, sent expulsat pels anogians i gent de Milopótamos.
Durant la Segona Guerra Mundial, el 1944 alguns dels homes del poble, centre de la resistència a l'illa, van ajudar a segrestrar el general alemany Heinrich Kreipe. El 13 d'agost, en represàlia, els alemanys van fer volar les 800 cases del poble amb dinamita i hi van morir 25 persones.